# Cil (Azerbaigian)
Cil è un comune dell'Azerbaigian situato nel distretto di Lənkəran.